# Joakim Pektar
Joakim Pektar (? – kraj Steničnjaka, travanj 1277.), hrvatsko-ugarski velikaš i ban cijele Slavonije iz njemačkog velikaškog roda Gut-Keleda, sin Stjepana, bana cijele Slavonije i kapetana Štajerske.
Bio je vrhovni peharnik kralja Bele IV., a 1270. godine postao je ban cijele Slavonije. Sljedeće godine imenovan je i knezom Splita. Zbog sukoba s kraljem Stjepanom V., prilikom čega je otet prijestolonasljenik Ladislav, bio je smijenjen s banske dužnosti 1272. godine. Za vladavine maloljetnog kralja Ladislava V. Kumanca, preuzeo je upravljanje kraljevstvom zajedno s kraljevom majkom Elizabetom.
Godine 1272. ponovno je postao ban cijele Slavonije, ali uskoro je predao čest i postao magistar tavernika. Godine 1274. pridružio se pobuni ugarskih i slavonskih velikaša protiv kralja Ladislava IV. Kumanca, zbog čega je lišen svih časti. Međutim, već iduće godine pomirio se s kraljem i postao njegov savjetnik da bi 1276. ponovno postao ban cijele Slavonije.
U Slavoniji se sukobljavao s drugim moćnim velikaškim rodom, Babonićima i poginuo je u jednom sukobu s njima.

## Vanjske poveznice
- Joakim Pektar Hrvatska enciklopedija
- Joakim Pektar Proleksis enciklopedija